# Kaz II
Kaz II, som fick namnet "spökyachten", är en 12 meter lång katamaran som hittades flytande 160 km utanför Australiens norra kust den 18 april 2007. Vad som hände besättningen på tre man är fortfarande ett mysterium och har jämförts med mysteriet kring "spökskeppet" Mary Celeste. Historien fick stor uppmärksamhet i media.

## Mysteriet
Den första förklaringen till försvinnandet var att det skulle ha varit dåligt väder som gjort att besättningen fallit överbord. Men det fanns både en påslagen dator och andra lösa saker på däck som tydde på att det inte varit någon storm då dessa saker i så fall också skulle ha åkt överbord. Seglen på katamaranen var hissade och det fanns ett dukat bord ombord som också tydde på att besättningen inte hade någon tanke på att lämna yachten. Det är troligt att ingen av de tre männen fortfarande är i livet då inga av männens bankkonton har blivit rörda efter det att yachten hittades.